# Xoài thơm
Xoài thơm hay xoài Kuwini, xoài Saipan (danh pháp khoa học: Mangifera odorata; tiếng Anh thường gọi là Kuwini Mango, Saipan Mango hoặc Fragrant Mango) là một loài thực vật thuộc họ Anacardiaceae. Loài này có ở Guam, Indonesia, Malaysia, Philippines, Singapore, Thái Lan, và Việt Nam.
Xoài thơm là một cây xoài có thể là loài bản địa của châu Á nhiệt đới, đặc trưng của Tây Malaysia. Quả có màu cam nhạt và vị ngọt khi chín. Nhựa cây toả ra một mùi thơm rất đặc trưng và có thể nhận biết từ xa. Hoa ra quanh năm và cũng có mùi thơm. Nhựa từ quả xoài thơm chưa chín rất độc. Quả có dạng cầu hoặc gần cầu, có màu xanh đậm và xanh khi chín.
Mangifera odorata thường có ở rừng nhiệt đới của Đông Malaysia (Borneo).

## Hình ảnh

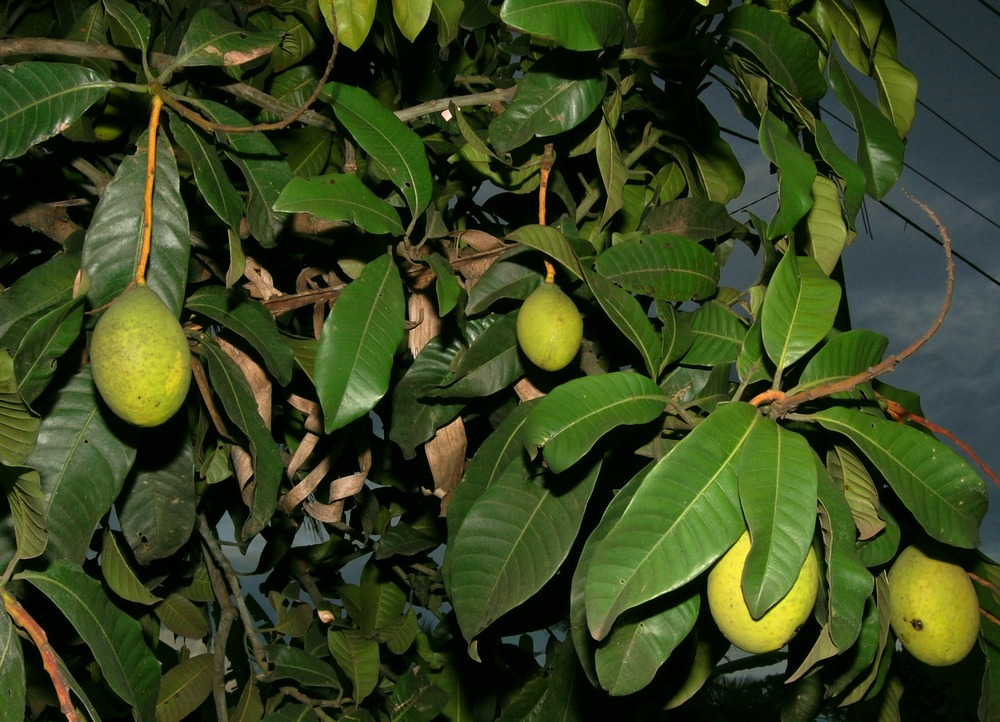
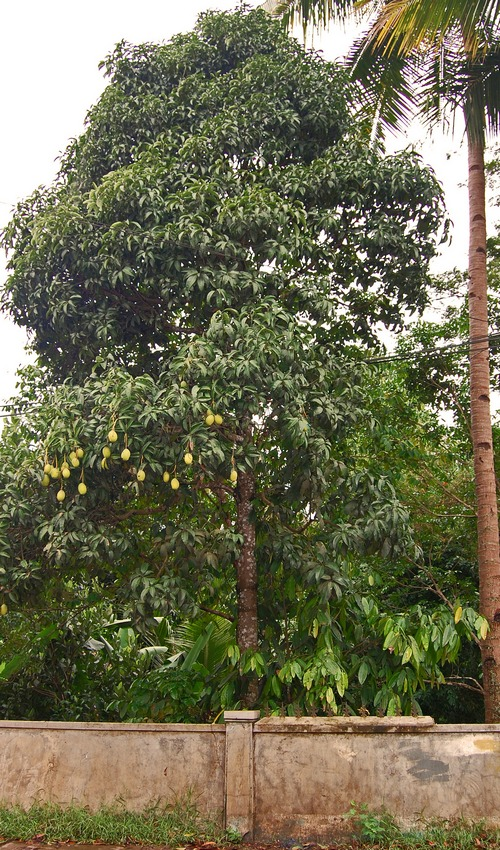
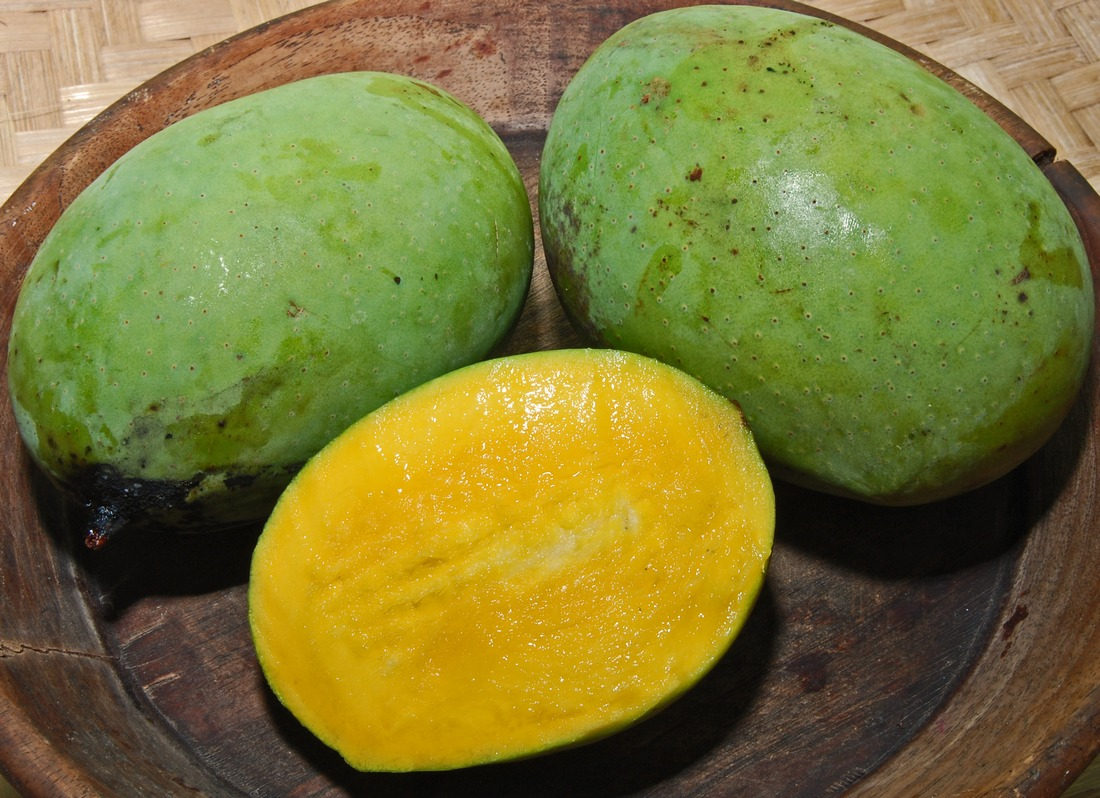
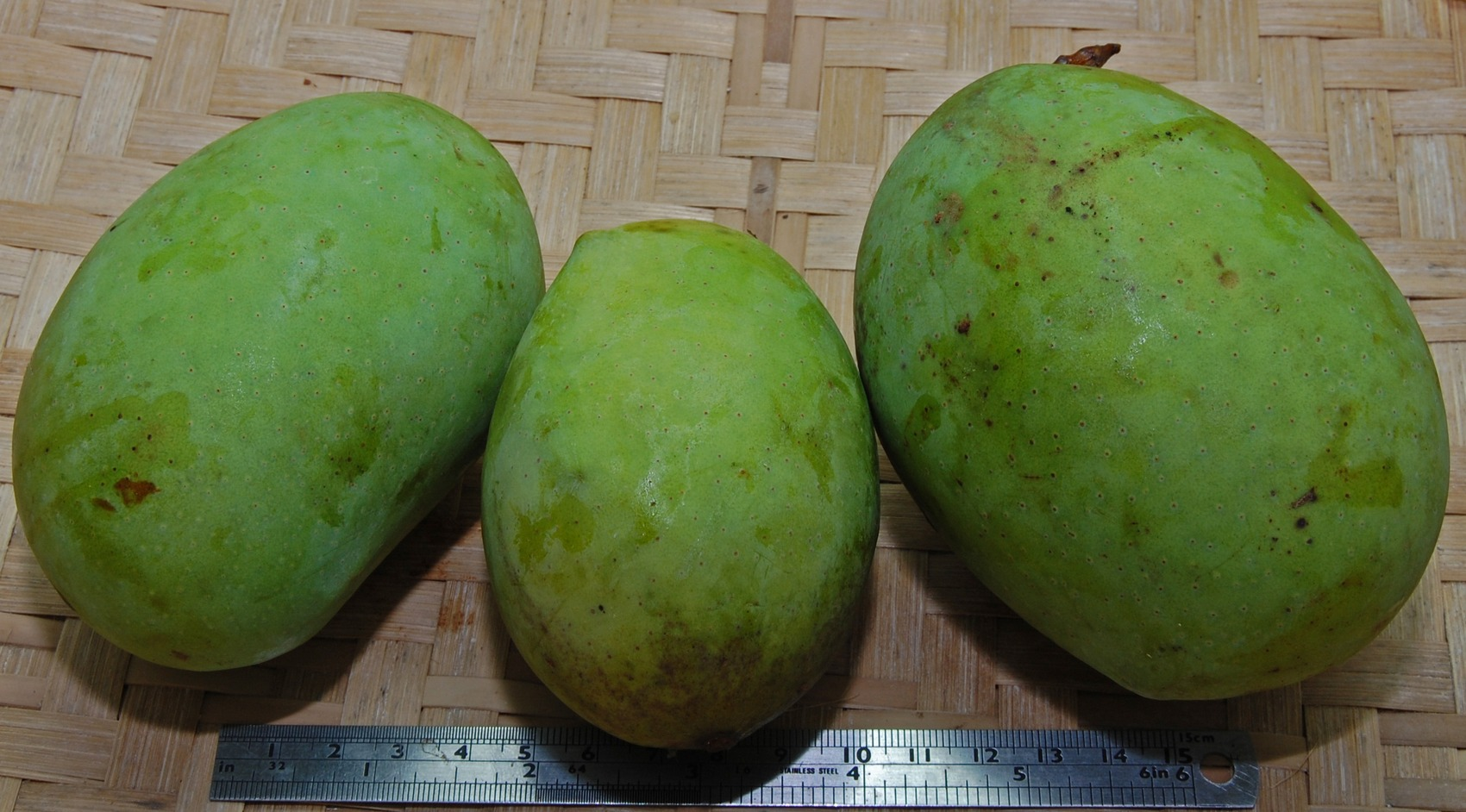